# ژاک دوایون
ژاک دوایون (فرانسوی: Jacques Doillon‎; فرانسوی: [dwajɔ̃]، زادهٔ ۱۵ مارس ۱۹۴۴) یک کارگردان اهل فرانسه است. وی از سال ۱۹۶۹ میلادی تاکنون مشغول فعالیت بوده‌است.
وی کارگردان فیلم‌هایی همچون دزد دریایی و پونت بوده‌است.